# Brachylomia algens
Brachylomia algens là một loài bướm đêm trong họ Noctuidae.